# Mala Skitija
Mala Skitija (latinsko: Scithia Minor, grško: Μικρά Σκυθία [Mikrá Skythia]), antična pokrajina, na severu in zahodu omejena z Donavo, na vzhodu pa s Črnim morjem. Njeno ozemlje so približno ujema z ozemljem današnje Dobrudže, ki leži delno v Romuniji in delno v Bolgariji. 
Ozemlje, ki ustreza kasnejši Skitiji, je prvi omenil Herodot v svoji Zgodovini v 5. stoletju pr. n. št kot deželo, ki se začenja severno od delte Donave. V napisu iz Histrije iz 2. stoletja pr. n. št., ki slavi nekega Agatokla, se ozemlje že imenuje Skitija. Ime Mala Skitija je prvič omenjeno na začetku 1. stoletju pr. n. št. v Strabonovi Geografiji.
V 7. stoletja pr. n. št. so začele ob Črnem morju nastajati številne grške kolonije. Najstarejša grška pisna poročila pravijo, da je bilo to ozemlje naseljeno s Tračani, katere so takrat imenovali Geti, in Dačani. Kasneje omenjajo tudi vdore Keltov in Skitov.
Mala Skitija je nekaj časa pripadala kraljevini Dakiji (Dacia), potem pa jo je zasedlo Rimsko cesarstvo in je postala del province Spodnje Mezije (Moesia Inferior ali Ripa Thracia). Z Dioklecijanovimi reformami se je odcepila od Mezije in postala del škofije Trakije. Po delitvi Rimskega cesarstva leta 395 je pripadla Bizantinskemu cesarstvu in obdržala svoje ime do zgodnjega 7. stoletja, ko so jo zasedli priseljeni Slovani in Bolgari. Po njihovi naselitvi je ime Mala Skitija utonilo v pozabo.

## Vir
- Dicţionar de istorie veche a României (Slovar antične romunske zgodovine) (1976) Editura Ştiinţifică şi Enciclopedică, str. 536–537.